# Bully (album de Kanye West)
 (avril 2025).
La mise en forme du texte ne suit pas les recommandations de Wikipédia : il faut le « wikifier ».
Les points d'amélioration suivants sont les cas les plus fréquents. Le détail des points à revoir est peut-être précisé sur la page de discussion.
- Les titres sont pré-formatés par le logiciel. Ils ne sont ni en capitales, ni en gras.
- Le texte ne doit pas être écrit en capitales (les noms de famille non plus), ni en gras, ni en italique, ni en « petit »…
- Le gras n'est utilisé que pour surligner le titre de l'article dans l'introduction, une seule fois.
- L'italique est rarement utilisé : mots en langue étrangère, titres d'œuvres, noms de bateaux, etc.
- Les citations ne sont pas en italique mais en corps de texte normal. Elles sont entourées par des guillemets français : « et ».
- Les listes à puces sont à éviter, des paragraphes rédigés étant largement préférés. Les tableaux sont à réserver à la présentation de données structurées (résultats, etc.).
- Les appels de note de bas de page (petits chiffres en exposant, introduits par l'outil «  Source ») sont à placer entre la fin de phrase et le point final[comme ça].
- Les liens internes (vers d'autres articles de Wikipédia) sont à choisir avec parcimonie. Créez des liens vers des articles approfondissant le sujet. Les termes génériques sans rapport avec le sujet sont à éviter, ainsi que les répétitions de liens vers un même terme.
- Les liens externes sont à placer uniquement dans une section « Liens externes », à la fin de l'article. Ces liens sont à choisir avec parcimonie suivant les règles définies. Si un lien sert de source à l'article, son insertion dans le texte est à faire par les notes de bas de page.
- La présentation des références doit suivre les conventions bibliographiques. Il est recommandé d'utiliser les modèles {{Ouvrage}}, {{Chapitre}}, {{Article}}, {{Lien web}} et/ou {{Bibliographie}}. Le mode d'édition visuel peut mettre en forme automatiquement les références.
- Insérer une infobox (cadre d'informations à droite) n'est pas obligatoire pour parachever la mise en page.

Pour une aide détaillée, merci de consulter Aide:Wikification.
Si vous pensez que ces points ont été résolus, vous pouvez retirer ce bandeau et améliorer la mise en forme d'un autre article.
Albums de Kanye West
Vultures 2
(2024)
Bully est le onzième album studio du rappeur américain Ye, aussi connu sous le nom de Kanye West. West a annoncé l'album en septembre 2024. Il a publié plusieurs versions, avec des listes de pistes différentes, en mars 2025. Il s'agit d'un album concept quasi-entièrement produit par West, avec une apparition de Peso Pluma.
En tant qu'album visuel, Bully présente un court métrage réalisé par Hype Williams. Il met en vedette le fils de West, Saint, qui combat les lutteurs de la New Japan Pro-Wrestling avec un maillet en jouet. Sur le plan sonore, l'album s'appuie largement sur l'échantillonnage et l'interpolation, et West évite le rap en faveur du chant. Pour l'instant, la moitié des voix de West dans les versions actuelles sont des deepfakes réalisées par l'intelligence artificielle.
Bully a été enregistré alors que West est devenu l'objet d'une controverse pour avoir promu des discours de haine, notamment en faisant des déclarations antisémites et en soutenant le nazisme sur son compte X (Twitter). West a également publié une autre couverture présentant une croix gammée. West a publié par surprise plusieurs versions demo sur X le 18 mars et prévoit publier la version finale le 15 juin 2025. Bully a reçu des critiques positives, avec des éloges pour sa production.

## Réception critique
Bully a été accueilli positivement par les fans. Michael Saponara de Billboard a constaté que ceux qui étaient prêts à ignorer le comportement de West ont apprécié Bully et l'ont loué comme évocateur de son travail des années 2000, comme 808s & Heartbreak. La production de l'album a été comparée favorablement aux singles de West « Only One » (2014) et « FourFiveSeconds » (2015). Nyla Symone de Breakfast Club, a déclaré qu'elle aimait les chansons de Bully qu'elle avait écoutées, ajoutant que même si elle doutait que West puisse faire un retour.

## Liste des pistes
Tous les morceaux sont produits par West, sauf indication contraire.
| Liste de pistes : "Screening Version" / Bully V1 | Liste de pistes : "Screening Version" / Bully V1 | Liste de pistes : "Screening Version" / Bully V1 | Liste de pistes : "Screening Version" / Bully V1 | Liste de pistes : "Screening Version" / Bully V1 | Liste de pistes : "Screening Version" / Bully V1 | Liste de pistes : "Screening Version" / Bully V1 | Liste de pistes : "Screening Version" / Bully V1 | Liste de pistes : "Screening Version" / Bully V1 | Liste de pistes : "Screening Version" / Bully V1 |
| No                                               | Titre                                            | Producteur(s)                                    | Durée                                            |                                                  |                                                  |                                                  |                                                  |                                                  |                                                  |
| ------------------------------------------------ | ------------------------------------------------ | ------------------------------------------------ | ------------------------------------------------ | ------------------------------------------------ | ------------------------------------------------ | ------------------------------------------------ | ------------------------------------------------ | ------------------------------------------------ | ------------------------------------------------ |
| 1.                                               | Preacher Man                                     |                                                  | 3:01                                             |                                                  |                                                  |                                                  |                                                  |                                                  |                                                  |
| 2.                                               | Beauty and the Beast                             |                                                  | 1:45                                             |                                                  |                                                  |                                                  |                                                  |                                                  |                                                  |
| 3.                                               | White Lines                                      |                                                  | 2:13                                             |                                                  |                                                  |                                                  |                                                  |                                                  |                                                  |
| 4.                                               | Last Breath (avec Peso Pluma)                    |                                                  | 3:20                                             |                                                  |                                                  |                                                  |                                                  |                                                  |                                                  |
| 5.                                               | Bully                                            |                                                  | 2:01                                             |                                                  |                                                  |                                                  |                                                  |                                                  |                                                  |
| 6.                                               | Can't Hurry Love                                 |                                                  | 2:05                                             |                                                  |                                                  |                                                  |                                                  |                                                  |                                                  |
| 7.                                               | Circles                                          |                                                  | 2:15                                             |                                                  |                                                  |                                                  |                                                  |                                                  |                                                  |
| 8.                                               | Highs and Lows                                   |                                                  | 1:45                                             |                                                  |                                                  |                                                  |                                                  |                                                  |                                                  |
| 9.                                               | Showtime                                         | Kanye West, No I.D., James Blake, Okami          | 3:17                                             |                                                  |                                                  |                                                  |                                                  |                                                  |                                                  |
| 10.                                              | Sans titre                                       |                                                  | 1:26                                             |                                                  |                                                  |                                                  |                                                  |                                                  |                                                  |
| 23:14                                            |                                                  |                                                  |                                                  |                                                  |                                                  |                                                  |                                                  |                                                  |                                                  |

Échantillonage :
- "White Lines / Close To You" contient des échantillons de "Talkbox Medley (Close to You / Never Can Say Goodbye)" interprété par Stevie Wonder[4]
- "Bully" contient des échantillons de “Mujhe Maar Daalo” interprété par Ashle Bhostle[5].
- "Circles" contient des échantillons de "Huit Octobre 1971" interprété par Cortex[6].
- "Highs and Lows" contient des échantillons de "soleil soleil" interprété par l'artiste française, Pomme[7].